# Tití de front negre del Perú
El tití de front negre del Perú (Leontocebus nigrifrons) és una espècie de primat de la família dels cal·litríquids. És endèmic del Perú. Té una llargada de cap a gropa de 190–219 mm, la cua de 305–333 mm i un pes de 354–369 g. Anteriorment era considerat sinònim del tití de cap bru (L. fuscicollis). El seu nom específic, nigfrifrons, significa ‘front negre’ en llatí.